# Альдер, Курт
Курт А́льдер (нем. Kurt Alder; 10 июля 1902 года, Кёнигсхютте, Германская империя — 20 июня 1958 года, Кёльн, ФРГ) — немецкий химик-органик, первооткрыватель реакции Дильса — Альдера, лауреат Нобелевской премии по химии 1950 года.

## Семья, образование
Курт Альдер родился 10 июля 1902 года в Кёнигсхютте, Германия. Его отец, Йозеф Альдер, был школьным учителем в соседнем городе Каттовице, Верхняя Силезия. Курт учился в местной школе, но в конце Первой мировой войны регион, в котором жили Альдеры, вошел в состав Польши, и, чтобы сохранить своё немецкое гражданство, Йозеф Альдер с семьей переехал в Киль. К. Альдер закончил своё среднее образование в Берлине, и в 1922 году поступил в Берлинский университет. Он начал изучать химию в Берлине, а затем продолжил в Киле, в университете имени Кристиана Альбрехта.

## Ранние исследования
Свои первые исследования К. Альдер проводил под руководством Отто Дильса, который в Кильском университете занимал должность профессора органической химии и директора Химического института. В 1926 году Альдер защитил диссертацию на степень Ph.D. по теме «О причинах реакций аэоэфиров» и был оставлен при университете в качестве ассистента профессора Дильса. С 1930 года К. Альдер продолжал свою работу в университете в качестве преподавателя органической химии. В 1934 году К. Альдер получил должность профессора.

## Работа в промышленной лаборатории
В 1936 году К. Альдер получил приглашение на пост директора по исследованиям компании «Байер» в Леверкузене, филиала компании «ИГ Фарбениндустри». В связи с этим он вынужден был оставить преподавательскую деятельность. На этой должности К. Альдер получил опыт работы в промышленности, и его основные исследования были направлены на развитие методов промышленного получения синтетического каучука на основе бутадиена и стирола («Буна С», или бутадиен-стирольный каучук — сополимер бутадиена и стирола), над синтезом которого трудились европейские и американские химики-органики того времени. Для Германии конца 1930-х годов это было особенно актуально, так как во время Второй мировой войны она оказалась отрезанной от источников натурального каучука.

## Послевоенный период жизни
В 1940 году К. Альдер вновь вернулся к академической карьере — он начал свою работу на кафедре экспериментальной химии и химической технологии в Кёльнском университете, а также был назначен директором Института Химии, где он проработал до самой смерти. Кроме того, в 1944 году он получил приглашение от Берлинского университета, а в 1950 — из университета в Марбурге, но оба предложения К. Альдер отклонил. В 1949—1950 годах К. Альдер был деканом философского факультета Кёльнского университета. Однако слабое здоровье ограничило научную деятельность ученого, и 20 июня 1958 года, в возрасте 55 лет Курт Альдер умер в Кёльне.

## Диеновый синтез
Основной вклад К. Альдера в органическую химию связан с диеновым синтезом, первое упоминание о котором сделано в 1928 году в лаборатории О. Дильса. Синтетический подход, получивший название «реакция Дильса — Альдера», основан на присоединении диенов (соединения, имеющие систему сопряжённых двойных связей) к диенофилам (соединения, имеющие двойную связь, активированную электроноакцепторными группировками). Простейшим примером является присоединение бутадиена к малеиновому ангидриду:
О. Дильс и К. Альдер установили широкую применимость и общий характер реакции циклоприсоединения, а также внесли огромный вклад в дальнейшую разработку и усовершенствование методик этих реакций. В своих работах ученые отмечали лёгкость, с которой происходят подобные реакции, и высокий выход продукта присоединения.
Их ранние работы были посвящены присоединению циклопентадиена к п-хинону. Структура продукта этой реакции была предметом споров со времени его получения Вальтером Альбрехтом в 1893 году. Дильс и Альдер, используя аналогичную реакцию присоединения циклопентадиена к азоэфиру, смогли правильно определить структуру соединения Альбрехта.
В своей Нобелевской лекции К. Альдер показал более дюжины диенов различного строения, которые вступают в реакции присоединения. Помимо прочего было показано, что в реакции циклоприсоединения вступают диены только в цис-конформации. Кроме того, циклоприсоединение протекает крайне легко, если используемый диенофил имеет некоторые активирующие группировки около двойной связи, а именно карбонильные, карбоксильные, циано- или нитрогруппы. Также было установлено, что аддукт всегда является шестичленным кольцом, что является результатом циклизации между атомами углерода двойной связи диенофила и атомами углерода в положениях 1 и 4 диена.
Циклические соединения, содержащие внутримолекулярные мостиковые группировки, и образующиеся в результате присоединения циклических диенов к диенофилам, тесно связаны с такими широко распространенными природными веществами, как камфора и норкамфора. Лёгкость, с которой происходит этот процесс, указывает на то, что подобные реакции используются природой в биосинтетических процессах. Кроме того, диеновый синтез способствовал пониманию химии терпенов, давая в руки учёных метод синтеза для получения этих соединений.
Помимо синтетического применения, реакция Дильса — Альдера является весьма полезным инструментом в структурных исследованиях, поскольку обеспечивает возможность обнаружения сопряжённых двойных связей.
Реакция Дильса — Альдера широко используется в промышленности для получения красителей, лекарственных препаратов, инсектицидов (хлордан, производные альдрина - дильдрин, эндрин), смазочных масел, пластмасс.

## Почести и награды
В 1938 году в знак признания заслуг в области органической химии Союз немецких химиков вручил К. Альдеру памятную медаль имени Эмиля Фишера . В том же году он стал членом Леопольдины в Галле. В 1950 году медицинский факультет Кёльнского университета присвоил Альдеру почетную степень доктора медицины. Почётный доктор университета Саламанки (1954). Членкор Баварской АН (1955).
В 1950 году, совместно с Отто Дильсом, Курт Альдер получил Нобелевскую премию по химии за открытие и синтетическое использование реакций циклоприсоединения диенов к диенофилам.
В честь Курта Альдера назван кратер на Луне.

## Личная жизнь
Курт Альдер был женат на Гертруде Альдер, и его самым большим интересом в жизни были его студенты и научная деятельность.

## Сочинения Курта Альдера
Важнейшие работы, посвященные диеновому синтезу:
- Diels, O.; Alder, K. Synthesen in der hydroaromatischen Reihe (нем.) // Justus Liebigs Annalen der Chemie[англ.] : magazin. — 1928. — Bd. 460, Nr. 1. — S. 98—122. — doi:10.1002/jlac.19284600106.
- Alder, K. Die Methoden der Diensynthese (нем.) // Angewandte Chemie : magazin. — 1940. — Bd. 53. — S. 438. — doi:10.1002/ange.19400533712.
- Нобелевская лекция К. Альдера

## Биографическая литература
- E. Farber (1953) Nobel Prize Winners in Chemistry: 205—207.
- M. Günzl-Schumacher (1958) Chemikerzeitung 82: 489—490.
- H. Hauptman (1951) Boletim da Associaçāo quimica do Brasil 9: 1-6.
- M. Lora-Tamayo (1960) Revista de ciencia aplicada 14: 193—205.